# زاویة العریان
زاویة العریان شهری در مصر قرار گرفته میان جیزه و ابوصیر است. در غرب شهر و در صحرای مصر، گورستانی قرار دارد که به همین نام خوانده می‌شود. در طرف مقابل شهر در آن سوی نیل نیز ممفیس واقع شده است.
زاویة العریان دو مجموعه هرم در خود دارد:
- هرم لایه‌ای، که در دودمان سوم و به گمانی در دوره خبا ساخته شد. بنا بوده تا این هرم شکلی پلکانی داشته باشد و دارای پنج تا هفت عدد پلکان. به نظر می‌رسد که این هرم هیچ گاه به پایان نرسیده. نقشه زیربنای هرم مانند هرم سخم‌خت است.
- هرم ناتمام، که تنها آثاری که امروزه از آن باقی مانده زیربنایی دایره‌وار است که بنا بوده تا قلب هرم باشد. حدس زده می‌شود که بنا دارای اتاق‌هایی در زیر خود باشد ولی از آنجا که این سازه در منطقه‌ای که برای مصارف نظامی کنار گذاشته شده قرار دارد، اجازه کاوش در آن داده نشده. این هرم که با نام هرم شمالی نیز خوانده می‌شود در دودمان چهارم ساخته شد.